# Disphragis paranensis
Disphragis paranensis är en fjärilsart som beskrevs av William Schaus 1894. Disphragis paranensis ingår i släktet Disphragis och familjen tandspinnare. Inga underarter finns listade i Catalogue of Life.